# Oksana Omeliánchik

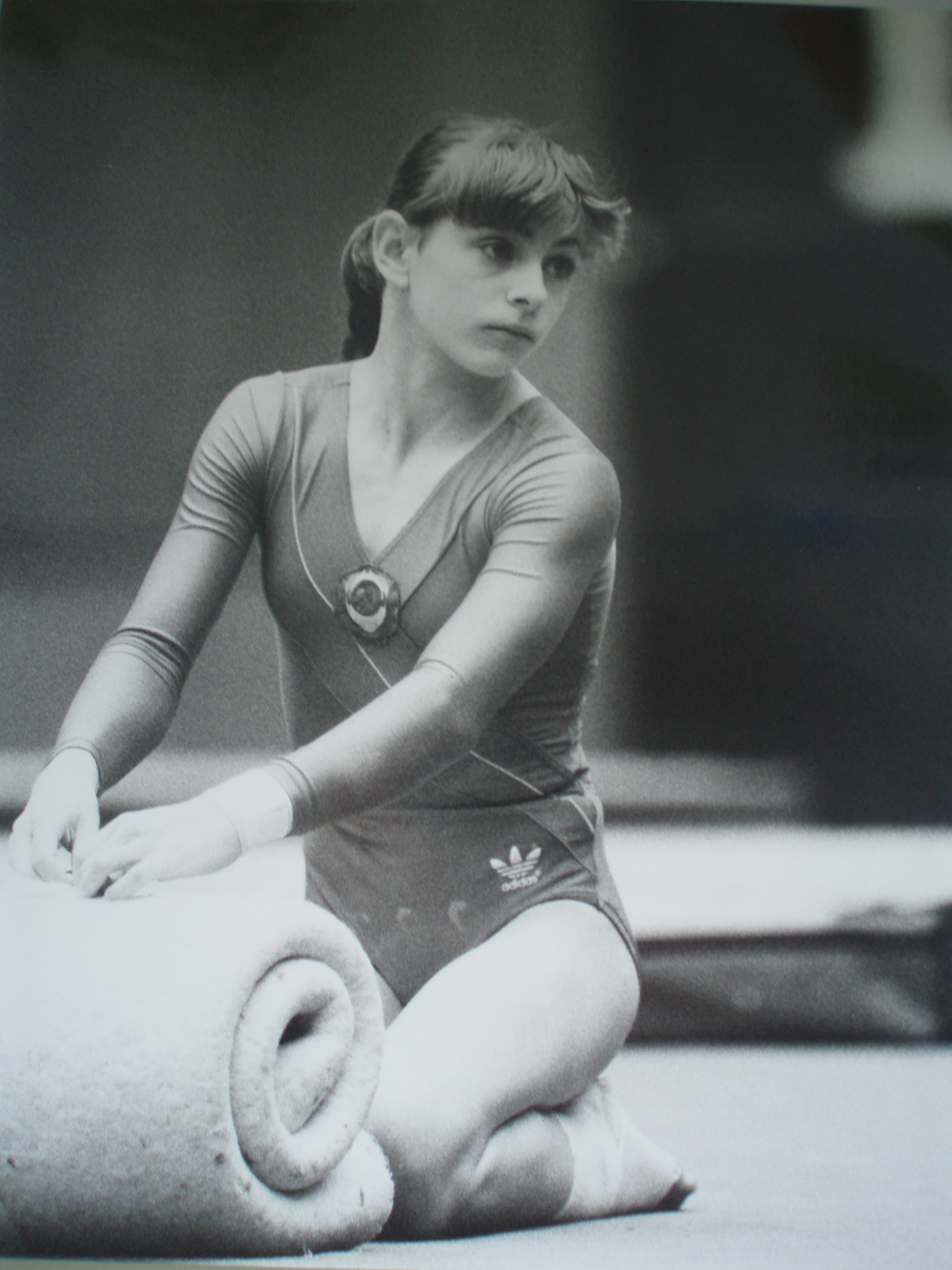
Oksana Aleksándrovna Omeliánchik

Oksana Aleksándrovna Omeliánchik (en ruso Оксана Александровна Омельянчик, transcripciones a otros idiomas: Oksana Omelyanchik, Oksana Omeliantchik) (Ulán-Udé, Buriatia, Unión Soviética, 2 de enero de 1970) es una exgimnasta que compitió representando a la Unión Soviética y fue campeona del mundo en 1985.
A los cinco años comenzó haciendo patinaje artístico, pero su entrenadora aconsejó a su madre que la apuntara a gimnasia artística, y así empezó en este deporte.
Comenzó a entrenar en Club Spartak de Kiev, en Ucrania, de la mano de la entrenadora Tatiana Perskaya. En 1983 participó por primera vez en el Campeonato de la URSS, obteniendo la 5.ª posición.
En 1984 finalizó 4.ª en estos mismos campeonatos. Sin embargo no pudo participar en los Juegos Olímpicos de Los Ángeles 1984 debido al boicot de su país a esta cita, que respondía así al boicot de Estados Unidos a los Juegos de Moscú cuatro años antes. 
En lugar de eso las gimnastas soviéticas participaron en los Juegos de la Amistad, una competición paralela a los Juegos Olímpicos donde tomaron parte los deportistas de los países que no habían acudido a Los Ángeles. Los Juegos de la Amistad se celebraron en varias ciudades de distintos países, y en concreto las competiciones de gimnasia tuvieron lugar en la ciudad checa de Olomouc. Sin embargo Omelianchik acudió a Olomouc solo como suplente del equipo.
1985 sería el año más importante para Omelianchik. Primero ganó el Campeonato de la URSS, donde batió a la futura campeona olímpica Yelena Shushunova. 
Luego participó en los Campeonatos de Europa de Helsinki, donde finalizó tercera en la competición individual, ganada precisamente por Yelena Shushunova. Sin embarbo ganó el oro en la barra de equilibrios con un ejercicio
Y pocos meses después ganó el título individual en los Campeonatos del Mundo de Montreal 1985. En realidad su dicreta actuación en la competición por equipos le habían impedido clasificarse para la competición individual, lo mismo que le ocurrió a Yelena Shushunova. Sin embargo los responsables del equipo soviético de gimnasia decidieron que Omelianchik y Shushunova sustituyeran a sus compañeras Olga Mostepanova e Irina Baraksanova, quienes sí estaban clasificadas, pues consideraban que tenían más posibilidades de ganar el título mundial. Años después ocurriría algo parecido en los Juegos Olímpicos de Barcelona 1992 con Tatiana Gutsu, que sustituyó a su compañera Rozalia Galiyeva y se proclamó campeona olímpica.
La decisión resultó finalmente acertada, pues Omelianchik y Shushunova se proclamaron ex aequo campeonas del mundo al quedar empatadas en la primera posición. Además Omelianchik ganó otro oro en suelo con su "Birdie", un ejercicio que le hizo bastante famosa y que es un clásico de la gimnasia.
En 1986 Omelianchik continuó compitiendo al más alto nivel con el equipo soviético, siendo tercera en los Goodwill Games de Moscú y en la Copa del Mundo de Pekín.
En los Campeonatos del Mundo de Róterdam 1987 las cosas no fueron demasiado bien para las soviéticas, que sufrieron una dolorosa derrota en la competición por equipos frente a las poderosas rumanas, y además vieron cómo la rumana Aurelia Dobre se hacía con el título individual, mientras Omelianchik solo pudo ser 6.ª.
1988 sería un año especialmente amargo para Omelianchik, que ya se había perdido los Juegos Olímpicos de 1984, y que vio cómo se esfumaba la posibilidad de acudir a los Juegos Olímpicos de Seúl '88. Tras no finalizar en los primeros lugares en el Campeonato de la URSS de ese año, no fue seleccionada para el equipo titular y solo acudió a Seúl como suplente.
La última competición de Omelianchik fue la Copa de la URSS de 1989 donde ocupó el puesto 22.º, por lo que se dio cuenta de que su tiempo ya había pasado y decidió retirarse.
A pesar de no haber participado en ningunos Juegos Olímpicos, y de que su palmarés no sea tan bueno como el de otras gimnastas, Omelianchik marcó una época en la gimnasia femenina, debido a sus innovadores ejercicios, la impecable ejecución y su gran energía en todos los movimientos. Fue pionera en realizar algunos elementos de gran dificultad
Tras retirarse continuó vinculada a la gimnasia artística en diferentes facetas, como entrenadora, juez o coreógrafa. Actualmente trabaja en la Federación Ucraniana de Gimnasia.

## Medallas conseguidas
- Campeonatos del Mundo de Montreal 1985 - 1.ª individual, 1.ª por equipos, 1.ª en suelo
- Campeonatos de Europa de 1985 - 3.ª individual, 1.ª en barra de equilibrios, 2.ª en suelo, 3.ª en barras asimétricas
- Goodwill Games de Moscú 1986 - 3.ª individual, 1.ª por equipos, 2.ª en suelo
- Campeonatos del Mundo de Róterdam 1987 - 2.ª por equipos